# 鈴木富子
鈴木富子（日语：／ Suzuki Tomiko，1956年1月3日—2003年7月7日），日本女性配音員。出身於愛知縣。青二Production最終所屬。身高150cm。O型血。

## 來歷
鈴木富子自中學時期渴望從事配音的工作，後來便將目光投向了這一職業。滿懷期待地從愛知縣來到東京都，但對大學並不感興趣，她說想做一些只有在東京才能做的事情。偶然在一本雜誌上看到了一則東映音響人才學校夜間部的招生廣告，於就讀二松學舍大學國文系同時，她認為即使是大學生也可以辦得到，從同一所學校畢業。1975年，以《一休和尚》的默念一角首次亮相。
2003年7月7日，因心臟衰竭去世。享年47歲。同年7月19日公開上映的《劇場版 神奇寶貝：七夜的許願星 基拉祈》（飾演基拉祈）是她的遺作。

## 人物
她擅長扮演充滿活力、開朗的男孩角色，並因其天生邪惡的聲音而著迷。也演過年輕女孩。
興趣：遠足。

## 繼任
鈴木逝世後，以下人員接替了這些角色：
| 繼任       | 角色名     | 作品                        | 代演、繼任初次擔當                               | 備註  |
| ---------- | ---------- | --------------------------- | ------------------------------------------------ | ----- |
| 杉本沙織   | 山村喜三太 | 《忍者亂太郎》              | 第12期                                           |       |
| 大和田仁美 | 山村喜三太 | 《忍者亂太郎》              | 第30期                                           | [ a ] |
| 渡邊久美子 | 草子       | 《忍者亂太郎》              | 第12期                                           |       |
| 吉田小南美 | 草子       | 《忍者亂太郎》              | 第15期                                           |       |
| 西川宏美   | 事務員大嬸 | 《忍者亂太郎》              | 第16期                                           |       |
| 優希比呂   | 丹丹       | 「七龍珠系列」              | 《七龍珠Z Sparking！NEO》                        | [ b ] |
| 平野綾     | 丹丹       | 「七龍珠系列」              | 《七龍珠改》                                     |       |
| 牛田裕子   | 馬蓉       | 「七龍珠系列」              | 《七龍珠改》                                     |       |
| 鈴木真仁   | 比魯       | 「七龍珠系列」              | 《七龍珠改》                                     |       |
| 倖月美和   | 琳兒       | 《北斗神拳》                | 《北斗神拳》（街機&PlayStation 2對戰格鬥遊戲版） |       |
| 秋山薰     | 琳兒       | 《北斗神拳》                | 《北斗神拳 ～北斗神拳傳承者之道～》              |       |
| 佐藤利奈   | 青葉彌生   | 《足球小將翼》電視動畫第1作 | 《足球小將翼 ～奮戰夢幻隊～》                    |       |
| 廣橋涼     | 石原靖子   | 《櫻桃小丸子》              | 第2期第469話                                     |       |
| 越川詩織   | 小企鵝     | 《麵包超人》                | 第1409話A部分                                    | [ c ] |

## 演出
粗體字表示主要角色。

### 電視動畫
1975年
- 一休和尚（默念）

1977年
- 鐵臂馬魯斯（玉夫）
- 女王陛下的小天使小偵探（日语：女王陛下のプティアンジェ）（小孩、比利）

1978年
- 宇宙海賊哈洛克船長（1978年—1979年，霧香、小孩、小不點）

1979年
- 銀河鐵道999（梅姬、櫻花、生命體A、嬰兒A）
- 小鯨魚（日语：くじらのホセフィーナ）（羅莎[10]）
- 人造人009 (1979年版)（1979年—1980年，少女〈志代〉、中村智惠美[d]、席拉）

1980年
- 加油元氣（日语：がんばれ元気）（道子）
- 尼爾斯的不可思議之旅（摩騰的小孩、甘的小孩、女孩子、次男 等）
- 魔法少女拉拉貝爾

1981年
- 明日之丈2
- 怪物小王子 (1980年版)
- 銀河旋風無賴我（1981年—1982年，波洋）
- 虎面人二世（次郎）
- 你好！珊蒂貝爾（日语：ハロー!サンディベル）（艾蜜莉、保羅、老闆 等）
- 機甲孖寶（日语：めちゃっこドタコン）（團惠美、立花一作）
- 真知子老師（廣志）

1982年
- 大口妹（日语：あさりちゃん）（美津子 等）
- 阿波羅之女（美女、小海豚、少年A）
- 銀河烈風幕臣我（坎西·路〈初代〉）
- 電子神童（小孩D）
- The♥南瓜酒（圓[11]）
- 怪博士與機器娃娃 (1981年版)（雷公小和尚）
- 帕塔利洛（日语：パタリロ!）
- 我們的青春阿爾卡迪亞 無限軌道SSX（日语：わが青春のアルカディア）（格子的少女）

1983年
- 騎士愛我（日语：愛してナイト）（女店員、女孩子B）
- 足球小將翼 (1983年)（青葉彌生）
- 光速電神阿爾貝加斯（圓條寺夏子〈初代〉[12]、哲也少年、大富留美、白井里子）
- 停止!! 雲雀（大空雲雀）
- SPACE COBRA
- 青春野球部Nine 2 戀人宣言（日语：ナイン (漫画)）（女學生）
- 無敵三四郎（1983年—1984年，少年、小孩、護理人員）
- 漫畫日本史（日语：まんが日本史 (日本テレビ)）（女孩子）
- 美雪、美雪（女孩子、主婦、女學生、學生）

1984年
- 銀河戰士（索爾）
- 宗谷物語（日语：宗谷物語）（順一、順子）
- 哆啦A夢 (大山羨代版)
- 高帽子的梅莫兒（露）
- 小超人帕門 (1983年版)（少年、護理人員、舞蹈家、徽章 等）
- 北斗神拳（1984年—1987年，琳兒（日语：リン (北斗の拳)）[13]、女兒、伺候的女兒）

1985年
- 小鬼Q太郎 (1985年版)（正太的親戚姊妹）
- 超獸機神斷空我（奇茲）

1986年
- 宇宙小超人的諺語物語（日语：ウルトラマンキッズのことわざ物語）（綠）
- 加油！吉塔斯（大地翔[14]）
- 鬼太郎 (第3作)（1986年—1987年，詩子、純、富子）
- 聖鬥士星矢（1986年—1988年，雅可夫、η瑤光星豎琴米梅〈少年時期〉）
- 七龍珠（1986年—1988年，村民、辣妹、湯麵、朱莉）
- 高校！奇面組（日语：ハイスクール!奇面組）（1986年—1987年，出瀨清）
- Wonder Beat Scramble（日语：ワンダービートS）（彩）

1987年
- 超能力魔美（好男）
- 新楓葉鎮物語 棕櫚鎮篇（保羅）
- 變形金剛：頭領戰士（丹尼爾·魏瓦奇[15]）
- Bug甜心（日语：Bugってハニー）
- 聖魔大戰（1987年—1989年，大和王子（日语：ヤマト王子）[16]／大和神帝／大和爆神）

1988年
- 鬥將!! 拉麵男（旺太）
- 變形金剛：超神 Master Force（托尼）

1989年
- 美味大挑戰（1989年—1991年，小孩D、誠）
- 奇天烈大百科（1989年—1995年，塚田、裕之、國王）
- 新仙魔大戰（1989年—1990年，大和王子／大和神帝）
- 守護神哈特（日语：まじかるハット）（1989年—1990年，火拳[17]）
- 魔法使莎莉 (1989年)（1989年—1991年，正志、星太、滿）

1990年
- 麵包超人（1990年—1991年，怪獸摩卡〈初代〉、平吉〈第7代〉、小企鵝〈第2代〉）
- 櫻桃小丸子（1990年—1991年，石原靖子〈初代〉、俊也）
- 七龍珠Z（1990年—1996年，丹丹、馬蓉[e]、子犬）

1991年
- 宇宙小超人 3000萬光年尋找母親（日语：ウルトラマンキッズ 母をたずねて3000万光年）（1991年—1992年，綠）
- 淘氣的雙胞胎 克萊爾學院物語（日语：おちゃめなふたご クレア学院物語）（華克老師）
- 蓋特機器人號（傑西克）
- 勇者鬥惡龍 (第2部)（蜜子）

1992年
- 超仙魔大戰（卡拉彼）
- 黑色推銷員

1993年
- 忍者亂太郎（1993年—2003年，山村喜三太〈初代〉、草子〈初代〉、二郭伊助〈代演〉、太太、忍蛋、事務員大嬸〈初代〉、老婆婆、川西左近〈代演〉）

1994年
- 機動武鬥傳G鋼彈（陳）
- 蠟筆小新（1994年—1997年，黑色兄弟惡童A、迪克）

1995年
- 動畫世界的童話（日语：世界名作童話シリーズ ワ〜ォ!メルヘン王国）（亨塞爾）

1996年
- 無家可歸的孩子蕾米（美美）
- 靈異教師神眉（木村愛美）

1997年
- 七龍珠GT（馬蓉）

1998年
- 怪博士與機器娃娃 (1997年版)（1998年—1999年，桃太郎、王城戀太）

### 電影動畫
1980年
- 劇場版 奔向地球（繆一族的少年B）

1981年
- 劇場版 宇宙戰士巴魯迪奧斯（艾蜜莉）
- 天狼星的傳說（日语：シリウスの伝説）（火之子們）
- 神奇獨角馬（日语：ユニコ#映画第一作『ユニコ』）

1982年
- 大口妹：愛的童話少女（日语：あさりちゃん）（少女）
- FUTURE WAR 198X年（日语：FUTURE WAR 198X年）

1984年
- The♥南瓜酒：尼塔的愛情物語（圓）
- 爸爸媽媽再見（日语：パパママバイバイ）（華代）

1985年
- 神劍（小百合[18]）
- 足球小將翼：危險！全日本Jr.（青葉彌生）
- 戰國魔神豪將軍：時之異邦人（護士）

1986年
- 足球小將翼：世界大決戰!! Jr. 世界盃（青葉彌生[19]）
- 七龍珠：神龍傳說（潘吉[20]）
- 劇場版 北斗神拳（日语：北斗の拳 (1986年の映画)）（琳兒（日语：リン (北斗の拳)）[21]）

1988年
- 聖魔大戰：第一次聖魔大戰（大和王子（日语：ヤマト王子）[22]）
- 聖魔大戰：無緣區域的寶藏（大和神帝[23]）

1989年
- 伊勢灣颱風物語（日语：伊勢湾台風物語）（西澤梅子）

1990年
- 一口村的小飯團武士/妖怪寺的狸貓鬼怪（日语：それいけ!アンパンマン ばいきんまんの逆襲）（御糰子妹妹）
- 大耳鼠：繪里活動大寫真（黎琳的弟弟）

1991年
- 在後面的那個人是誰（日语：うしろの正面だあれ）

1992年
- 七龍珠Z：激鬥!! 100億能量戰士們（日语：ドラゴンボールZ 激突!!100億パワーの戦士たち）（丹丹[24]）

1993年
- 怪博士與機器娃娃：嗯加！愛在企鵝村（日语：Dr.スランプ アラレちゃん んちゃ!ペンギン村より愛をこめて）（空豆嗶助）

1994年
- 七龍珠Z：擊敗超戰士!! 勝利是屬於我的（日语：ドラゴンボールZ 超戦士撃破!!勝つのはオレだ）（克林的女兒）

1996年
- 劇場版 忍者亂太郎（日语：映画 忍たま乱太郎）（山村喜三太[25]）

2003年
- 劇場版 神奇寶貝：七夜的許願星 基拉祈（基拉祈）

### OVA
1986年
- GALL FORCE ETERNAL STORY（日语：ガルフォース）（托伊爾）
- 那由他（日语：那由他 (漫画)）（護士）

1988年
- 1磅的福音（藤田）
- （小林由希）

1990年
- 無敵超級豪華人（日语：ウルトラ・スーパー・デラックスマン）（片山的太太）
- 聖魔大戰 洛可可與瑪麗亞奇蹟（大和爆神）

1991年
- 是我，夕子（日语：おれ、夕子）（佐藤弘和的母親）
- 機動戰士鋼彈0083：Stardust Memory（整備員A）

1993年
- 七龍珠Z外傳 賽亞人滅絕計畫（丹丹）

1996年
- 2個王子（卡美拉）

1998年
- 忍者亂太郎的盡力而為了（山村喜三太）

### 遊戲
- 七龍珠Z 真賽亞人滅絕計畫 -地球篇-（1994年，丹丹）
- 時鐘塔：鬼頭（日语：クロックタワーゴーストヘッド）（1998年，藤香、鷹野千夏）
- 北斗神拳 世紀末救世主傳說（日语：北斗の拳 世紀末救世主伝説）（2000年，琳兒（日语：リン (北斗の拳)））

### 廣播劇CD
- 聖魔大戰 新的啟程（1991年，傑尼大和）

### 外語配音

#### 電影
- 九尾怪貓（洛莉〈辛琪亞·德卡羅利斯（英语：Cinzia De Carolis）〉）※富士電視台版。
- 領航員（英语：Flight of the Navigator）（8歳的傑夫·弗里曼〈阿爾比·惠特科爾（英语：Albie Whitaker）〉）※日本電視台版[f]。
- 大亨小傳（帕米·布坎南〈派西·肯塞特〉）※TBS版。
- 殭屍家族（胡嘉嘉的哥哥〈蔡文淦〉）

#### 動畫
- 鼠來寶（英语：Alvin and the Chipmunks (1983 TV series)）（艾文）
- 小奇兵（泰博）※VHS版。

### 布偶劇
- 兒童布偶劇場（日语：こどもにんぎょう劇場）「小紅帽」（小紅帽）

### 電影
- 不、可、思、議呢寶貝（日语：ふ・し・ぎ・なBABY）（天使的聲音）

### 電視節目
- （NHK教育）隆（聲音演出）
- 閒談！TOKYO MAGAMIZE（日语：噂の!東京マガジン）（TBS）旁白
- 漂流者的聖誕禮物（日语：ドリフのクリスマスプレゼント）（富士電視台）（聲音演出）

### 廣告
- 熊寶貝（當家吉祥物泰迪熊的聲音）[g]

## 腳註

## 外部連結
- 鈴木富子｜青二Production （日語）